# Echinopsis candicans
Echinopsis candicans là một loài thực vật có hoa trong họ Cactaceae. Loài này được (Gillies ex Salm-Dyck) D.R.Hunt mô tả khoa học đầu tiên năm 1987.

## Hình ảnh

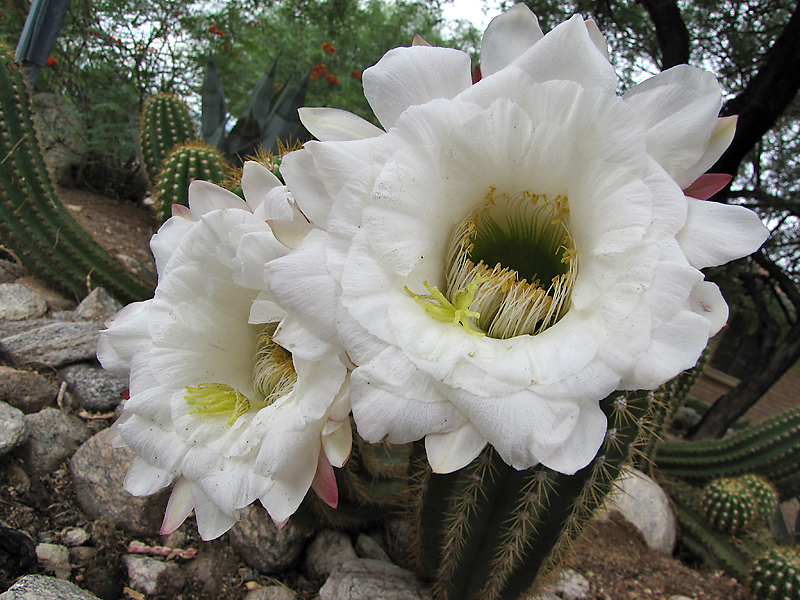
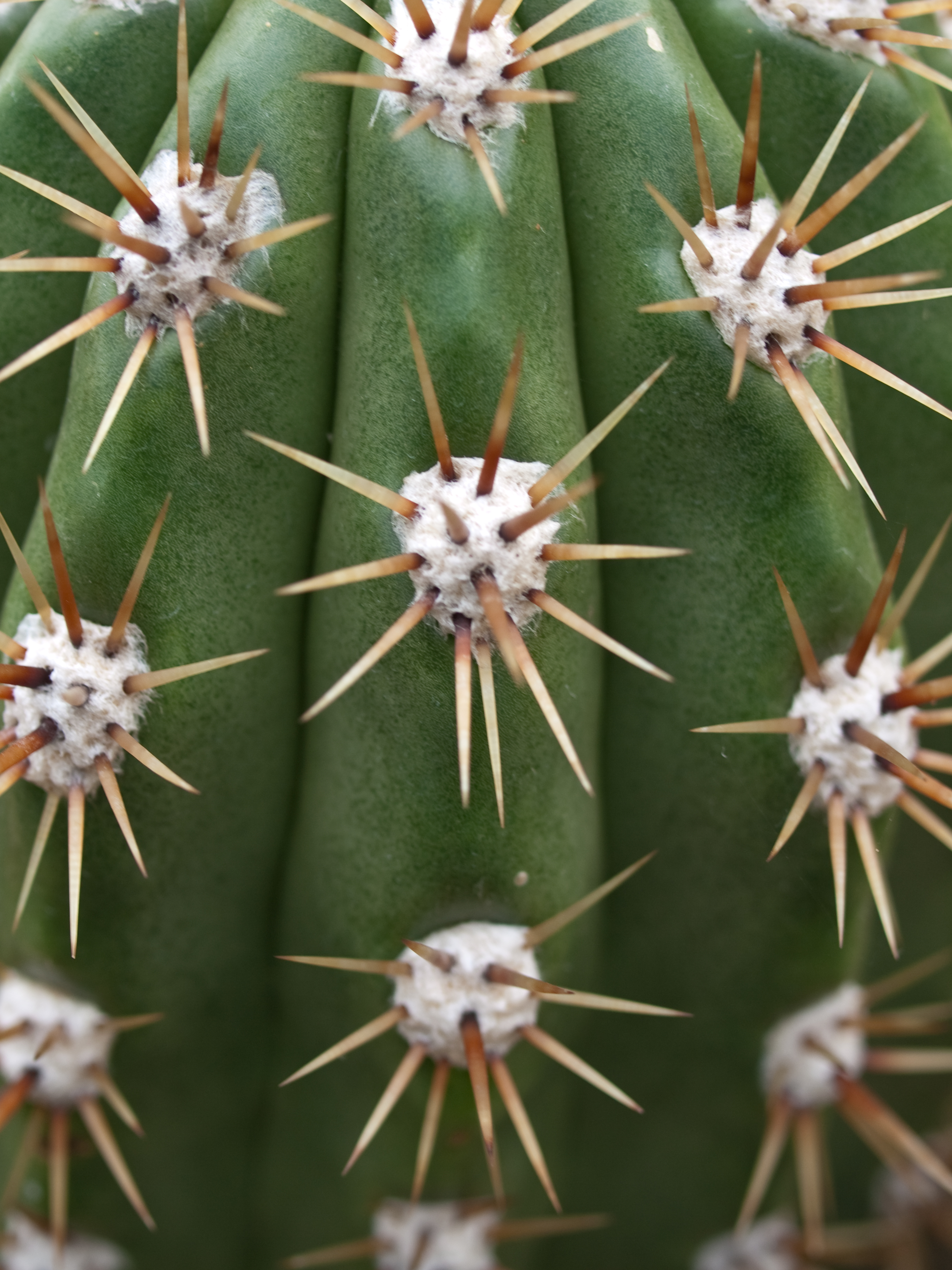
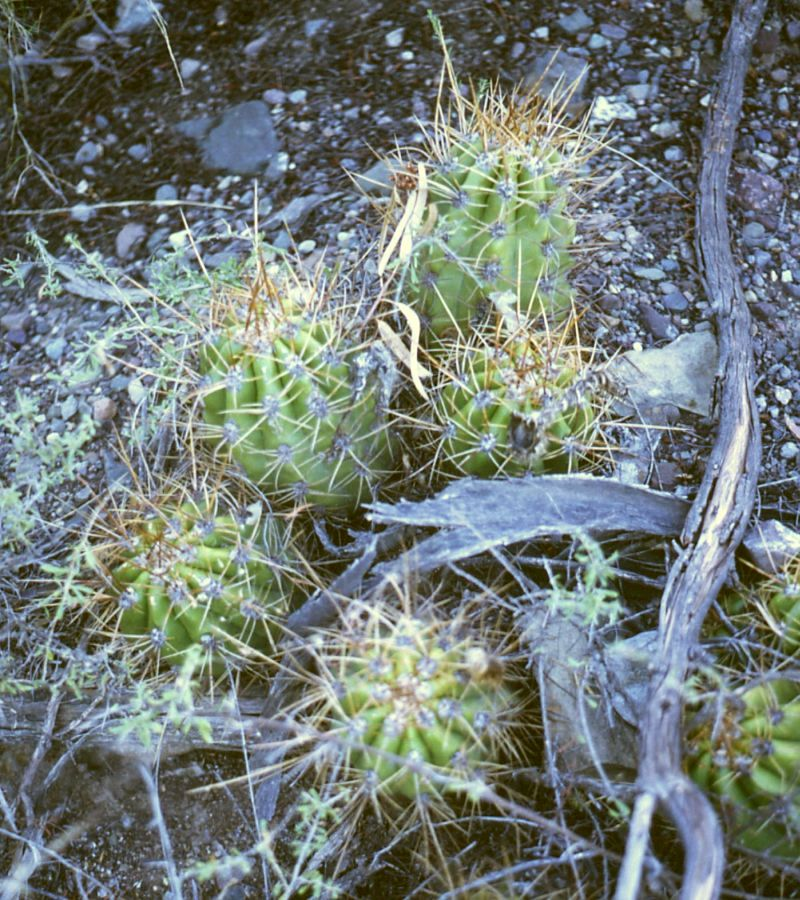
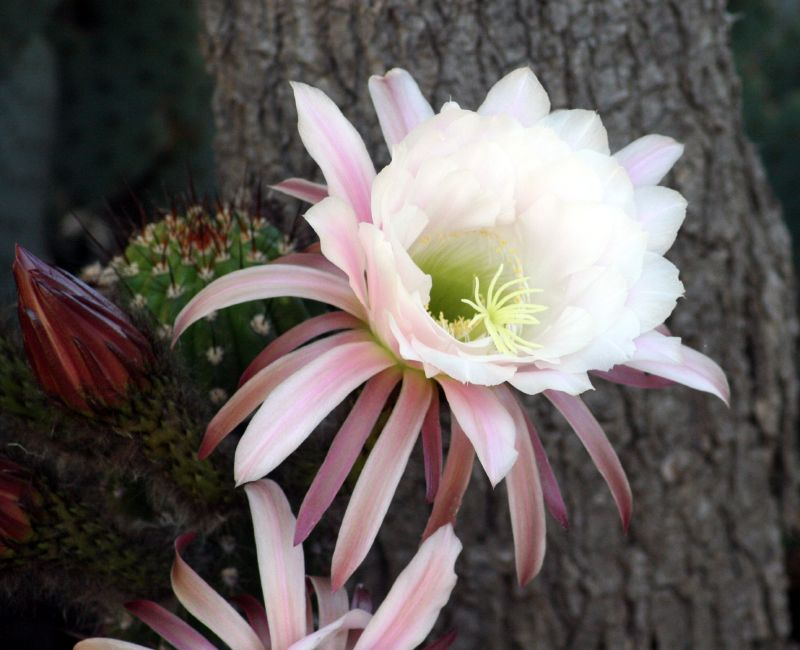